# Perses (zoon van Perseus)
Perses was in de Griekse mythologie de zoon van Andromeda en Zeus' zoon Perseus. Perses werd achtergelaten bij de strijdlustige stam Cossaei en kreeg volgens Valerius Flaccus met een Oceanide nageslacht, de Perseides. De negen Perseides (zeven zonen en twee dochters) zijn doorgaans niet de kinderen van Perses, maar van Perseus en Andromeda. 
De beroemdste Perseide was Herakles. Herakles' moeder Alkmene was de dochter van Electryon, zoon van Perseus, en echtgenote van Amphitryon; Herakles' vader was Zeus. Amphitryon was ook een Perseide: zijn vader Alcaeus was eveneens een zoon van Perseus. Herakles' halfbroer Iphicles was de zoon van Alcmene en Amphitryon.
De Griekse mythologie identificeert Perses als de voorouder van de Perzen. De Perzen kenden klaarblijkelijk dit verhaal, want Xerxes I probeerde de Argiven (Danaërs, Danaë was Perseus' moeder) ermee over te halen tijdens de invasie van Griekenland, maar slaagde er niet in.
De pseudo platonische dialoog Alcibiades I (120e) uit de 4e eeuw v.Chr. identificeert Perses met Achaemenes als de held en stichter van de Persái, en vertelt dat zowel Achaemenes als Herakles zonen waren van Perseus.

## Perzische mythologie
Volgens de Perzische mythologie in de Shahnameh van Ferdowsi (10e eeuw) stamden de Perzen af van Fereidoens zoon Iraj, die werd opgevolgd door zijn kleinzoon Manuchehr. Fereidoen was de zoon van Faranak en Abetin, die afstamde van Tahmures en de eerste shah Kayumars. Waar Perseus Medusa, de gorgoon met het slangenhaar en verstenende blik versloeg, alsmede een zeemonster, versloeg Fereidoen het monster Zahhak, die slangen uit zijn schouders had groeien, die met de hersenen van mensen moesten worden gevoerd. De held Rostam met zijn tijgervel en knots vertegenwoordigt de Perzische Herakles.